# کریس لامن
کریس لامن انگلیسی: Chris Lamon (زاده ۱۹۶۵ - درگذشته ۲۳ اوت ۲۰۰۰) بدل‌کار اهل کانادا بود.

## مرگ
در بعد از ظهر روز جمعه ۱۸ اوت ۲۰۰۱ وی به همراه بدل‌کار دیگری از عقب یک استیشن در حال حرکت به بیرون پریدند که موجب آسیب لامن شد. وی را پیراپزشکان حاضر در صحنه به بیمارستان St. Michael’s در تورنتو رساندن و پزشکان جراحت او را شکستگی جمجمه تشخیص دادند پس از پنج روز بسترش شدن کریس لامن در ۲۳ اوت درگذشت. وی هنگام مرگ ۳۵ سال سن داشت

## فیلمشناسی
- زخم‌های خروج (۲۰۰۱)
- دراکولا ۲۰۰۰ (۲۰۰۰)
- چشم‌فرشته‌ای (۲۰۰۱)